# Henrik Galeen
Henrik Galeen, nato Heinrich Wiesenberg (Leopoli, 1881 – Randolph, 30 luglio 1949), è stato uno sceneggiatore, regista e attore austriaco.
Come regista, il suo capolavoro è Der Golem (1915), trasposizione cinematografica della leggenda del Golem interpretata da Paul Wegener. Fu sceneggiatore di importanti film, tra i quali Nosferatu il vampiro (1922) e Il gabinetto delle figure di cera (1924).

## Biografia
Galeen nacque nel 1881 a Leopoli, città dell'Ucraina che, all'epoca, faceva parte dell'Impero austro-ungarico ed era la capitale della provincia della Galizia. Iniziò la sua carriera come giornalista, mettendosi anche a recitare prima di ottenere un posto come assistente di Max Reinhardt al Deutsches Theater di Berlino. Nel 1911, sempre a Berlino, passò a lavorare come regista per il Volksbühne, esordendo nel 1914 anche come regista cinematografico con Der Golem. Di questo film, considerato oggi perduto, scrisse la sceneggiatura insieme a Paul Wegener.

## Filmografia

### Regista
- Der Golem, co-regia di Paul Wegener (1915)
- Der verbotene Weg (1920)
- Judith Trachtenberg (1920)
- Stadt in Sicht (1923)
- Liebesbriefe der Baronin von S...  (1924)
- Der Student von Prag (1926)
- Sein größter Bluff, co-regia di Harry Piel (1928)
- La mandragora (Alraune) (1928)
- Die singenden Marionetten (1928)
- After the Verdict (1929)
- Salon Dora Green (1933)
- A Daughter of Her People, co-regia George Roland (1933)

### Supervisore
- Acci-Dental Treatment, regia di Thomas Bentley - supervisione alla regia (1929)
- Mr. Smith Wakes Up, regia di Jack Harrison - supervisore (1929)

### Sceneggiatore
- Der Golem, regia di Henrik Galeen e Paul Wegener (1915)
- Die rollende Kugel, regia di Rudolf Biebrach (1919)
- I due mariti di Ruth (Die beiden Gatten der Frau Ruth), regia di Rudolf Biebrach (1919)
- Der verbotene Weg, regia di Henrik Galeen (1920)
- Il Golem - Come venne al mondo (Der Golem, wie er in die Welt kam), regia di Paul Wegener e Carl Boese (1920)
- Die Geliebte Roswolskys, regia di Felix Basch - sceneggiatura (1921)
- Nosferatu il vampiro (Nosferatu, eine Symphonie des Grauens), regia di F. W. Murnau (1922)
- Stadt in Sicht, regia di Henrik Galeen (1923)
- Auf gefährlichen Spuren, regia di Harry Piel (1924)
- Il gabinetto delle figure di cera (Das Wachsfigurenkabinett), regia di Paul Leni (1924)
- Liebesbriefe der Baronin von S... , regia di Henrik Galeen (1924)
- Zigano, regia di Gérard Bourgeois e Harry Piel (1925)
- Das Fräulein vom Amt, regia di Hanns Schwarz (1925)
- Der Student von Prag, regia di Henrik Galeen (1926)
- Sein größter Bluff, regia di Henrik Galeen e Harry Piel (1928)
- La mandragora (Alraune), regia di Henrik Galeen (1928)
- Die Dame mit der Maske, regia di Wilhelm Thiele - soggetto, sceneggiatura (1928)
- Acci-Dental Treatment, regia di Thomas Bentley (1929)
- Schatten der Unterwelt, regia di Harry Piel (1931)
- Bobby geht los, regia di Harry Piel (1931)
- Ombres des bas fonds, regia di Harry Piel (1931)
- Lo studente di Praga (Der Student von Prag), regia di Arthur Robison (1935)

### Attore
- Der Golem, regia di Henrik Galeen e Paul Wegener (1915)
- Schlemihl, regia di Richard Oswald (1915)
- Die sterbende Stadt, regia di Holger-Madsen (1921)
- Das Haus ohne Lachen, regia di Gerhard Lamprecht (1923)
- Auf gefährlichen Spuren, regia di Harry Piel (1924)
- Zigano, regia di Gérard Bourgeois e Harry Piel (1925)